# Janesville (Wisconsin)
Janesville ist eine Stadt (mit dem Status „City“) und Verwaltungssitz des Rock County im US-amerikanischen Bundesstaat Wisconsin. Im Jahr 2020 hatte Janesville laut US Census Bureau 65.615 Einwohner. Janesville ist nach Henry F. Janes benannt worden, dem ersten, der hier einen regulären Fährdienst über den Rock River bereitstellte.

## Bevölkerung
Nach der Volkszählung im Jahr 2010 lebten in Janesville 63.575 Menschen in 25.828 Haushalten. Die Bevölkerungsdichte betrug 891,7 Einwohner pro Quadratkilometer. In den 25.828 Haushalten lebten statistisch je 2,43 Personen.
Ethnisch betrachtet setzte sich die Bevölkerung zusammen aus 91,7 Prozent Weißen, 2,6 Prozent Afroamerikanern, 0,3 Prozent amerikanischen Ureinwohnern, 1,3 Prozent Asiaten sowie 2,0 Prozent aus anderen ethnischen Gruppen; 2,1 Prozent stammten von zwei oder mehr Ethnien ab. Unabhängig von der ethnischen Zugehörigkeit waren 5,4 Prozent der Bevölkerung spanischer oder lateinamerikanischer Abstammung.
24,7 Prozent der Bevölkerung waren unter 18 Jahre alt, 61,4 Prozent waren zwischen 18 und 64 und 13,9 Prozent waren 65 Jahre oder älter. 51,1 Prozent der Bevölkerung war weiblich.
Das mittlere jährliche Einkommen eines Haushalts lag bei 49.772 USD. Das Pro-Kopf-Einkommen betrug 24.009 USD. 13,1 Prozent der Einwohner lebten unterhalb der Armutsgrenze.

## Bildung
In der Stadt befinden sich das Blackhawk Technical College, die University of Wisconsin-Rock County und die University of Wisconsin System.

## Wirtschaft
Janesvilles größter Arbeitgeber war General Motors. Das Werk wurde aber nach der Wirtschaftskrise geschlossen. Nun ist es Mercy Health System und das Janesville School District.

## Söhne und Töchter der Stadt
- David W. Adamany (1936–2016), Politikwissenschaftler und Hochschullehrer
- Mistie Bass (* 1983), Basketballspielerin
- Harold P. Brown (1857–1944), Elektroingenieur und Erfinder
- James H. Budd (1851–1908), Gouverneur von Kalifornien
- John Henry Comstock (1849–1931), Insektenkundler
- Milton Robert Carr (1943–2024), Politiker, Vertreter von Michigan im US-Repräsentantenhaus
- Russ Feingold (* 1953), Politiker, Vertreter von  Wisconsin im US-Senat
- Stan Fox (1952–2000), Rennfahrer
- Tucker Fredricks (* 1984), Speedskater
- Kellie Greene (1934–2009), Jazzmusikerin
- Lawrence Hough (* 1944), Ruderer
- John Ralph Koch (1898–1989), Chemiker und Hochschullehrer
- Travis Kvapil (* 1976), NASCAR-Rennfahrer
- Ross Mauermann (* 1990), Eishockeyspieler
- Andrew P. Poppas (* um 1966), Vier-Sterne-General der US-Army
- Paul Ryan (* 1970), Politiker, Vertreter von Wisconsin und Sprecher im US-Repräsentantenhaus
- Edward G. Sargent (1877–?), Rancher und Politiker, Vizegouverneur von New Mexico
- Charles Alden Seltzer (1875–1942), Schriftsteller und Politiker
- Bryan Steil (* 1981), Politiker und Jurist, Vertreter von Wisconsin im US-Repräsentantenhaus
- Helen Weidenhaupt (* 1954), deutsche Politikerin (SPD)
- Ella Wheeler Wilcox (1850–1919), Dichterin